# چیاکی ایشی
چیاکی ایشی (پرتغالی: Chiaki Ishii؛ زادهٔ ۱ اکتبر ۱۹۴۱) جودوکار اهل برزیل بود.